# Acanthogobio guentheri
Acanthogobio guentheri är en fiskart som beskrevs av Herzenstein 1892. Acanthogobio guentheri ingår i släktet Acanthogobio och familjen karpfiskar. Inga underarter finns listade i Catalogue of Life.